# 10702 Arizorcas
10702 Arizorcas è un asteroide della fascia principale. Scoperto nel 1981, presenta un'orbita caratterizzata da un semiasse maggiore pari a 2,4259322 au e da un'eccentricità di 0,2115940, inclinata di 2,69265° rispetto all'eclittica.
L'asteroide è dedicato all'associazione delle orchestre dell'Arizona, tramite un acronimo del suo nome in inglese Arizona Orchestra Association.